# Ekhagen, Stockholm
För andra betydelser, se Ekhagen.

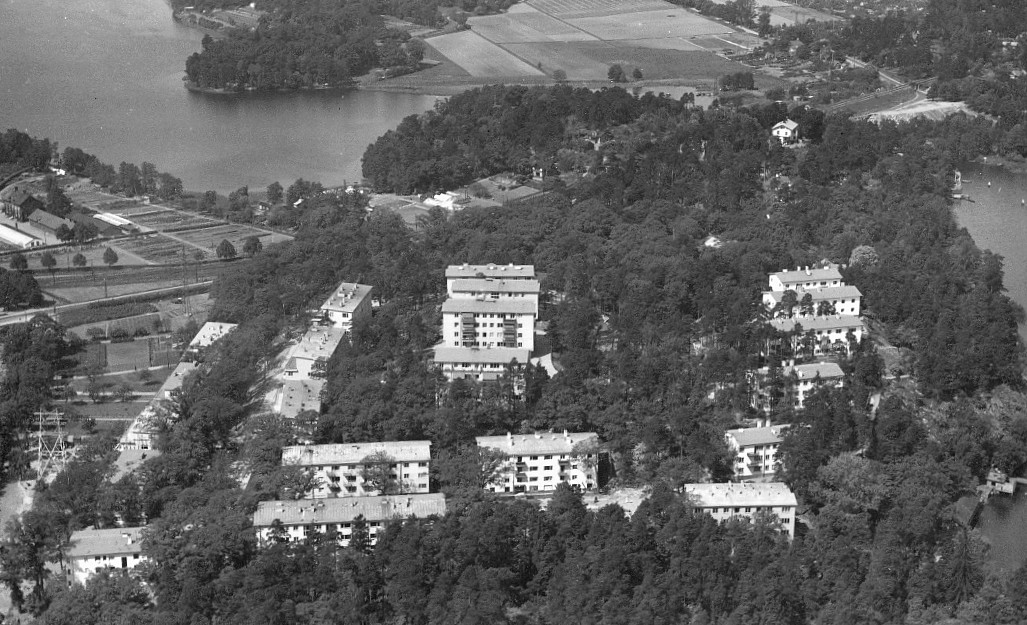
Ekhagen från luften 1936. Vy mot nordväst med Brunnsviken till vänster, Lilla Värtan till höger och Ålkistan i bakgrunden. Foto: Oscar Bladh.

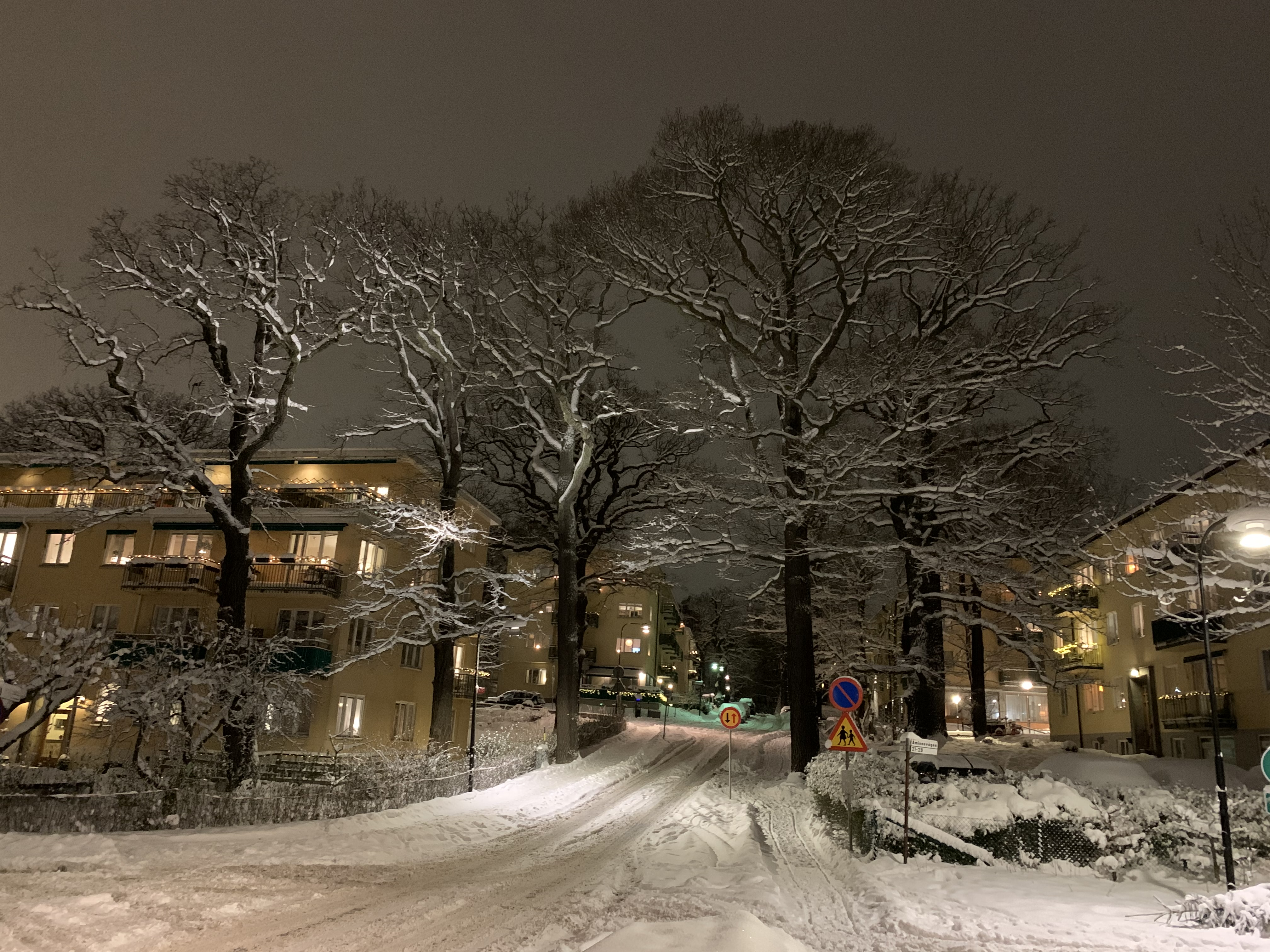
Ekhagens entré från Bergiusdalgången på Norra Djurgården i Kungl. Nationalstadsparken i Stockholm. Foto från februari 2021.

Ekhagen är ett område i stadsdelen Norra Djurgården i Stockholm. Området, som tidigare hette Stocksunds hage, namnändrades till Ekhagen när det bebyggdes vid 1930-talets mitt. Det ligger i Kungliga nationalstadsparken.
I Ekhagen ligger ett bostadsområde som uppfördes 1935–1938 och består företrädesvis av gula fyravåningshus med lägenheter byggda i funkisstil. Arkitekt Björn Hedvall gjorde stadsplanen och ritade också en del av husen. Ekhagen är ett av få områden som är helt byggt i funkisstil. Bebyggelsen är grönmärkt av Stadsmuseet i Stockholm vilket innebär att den anses vara ”särskilt värdefull från historisk, kulturhistorisk, miljömässig eller konstnärlig synpunkt”.

## Historia

### Bakgrund

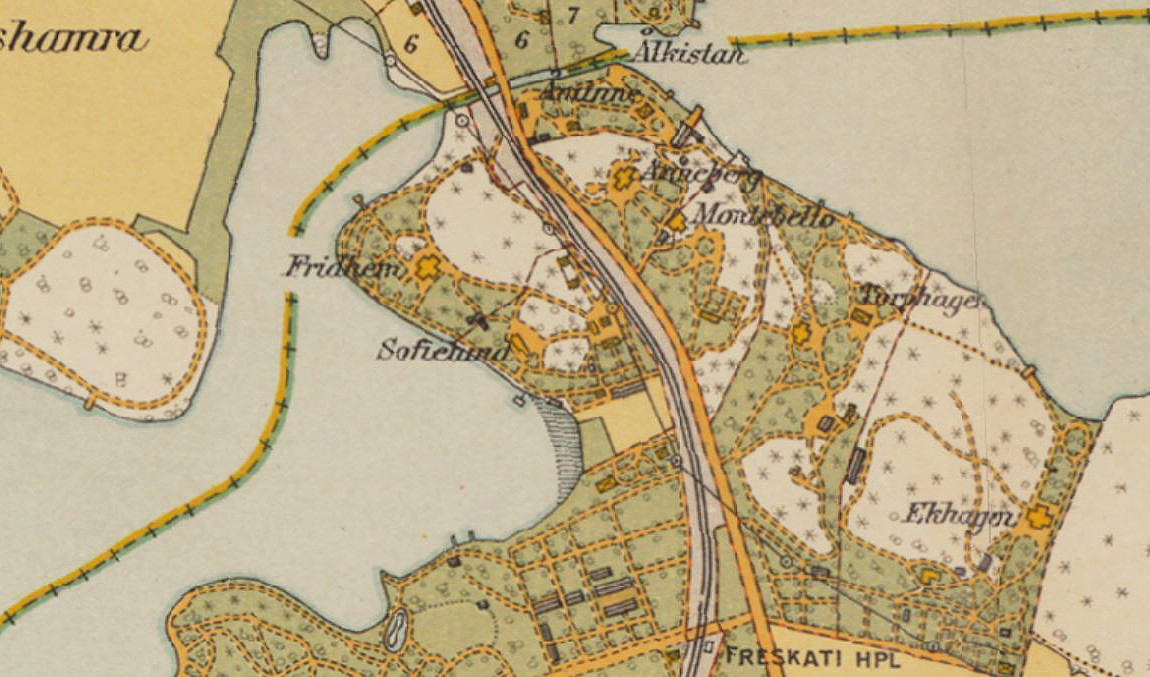
Ekhagen på 1920-talet

Innan Ekhagen anlades bodde en förmögen grosshandlare med sin familj i torpet Ekhagen som låg vid nuvarande Ekhagsvägen 12. Barnen i trakten kallade torpet för Slottet på grund av dess enorma storlek och elegans. Mellan Ekhagsvägen 3-5 låg en trädgårdsmästarvilla, vedbodar och stall. Vid Lilla Värtan fanns en länga med pumphus, mangelbod och snickarbod. De små äppelgårdarna som ligger mellan Åminnevägen och Bergiusvägen idag, var då mycket större. En hage fanns med ekar, äppelträd, blommor och cypresser. Grosshandlaren var dock tvungen att sälja sin mark på grund av ekonomiska problem.

### Stadsplan och bebyggelse

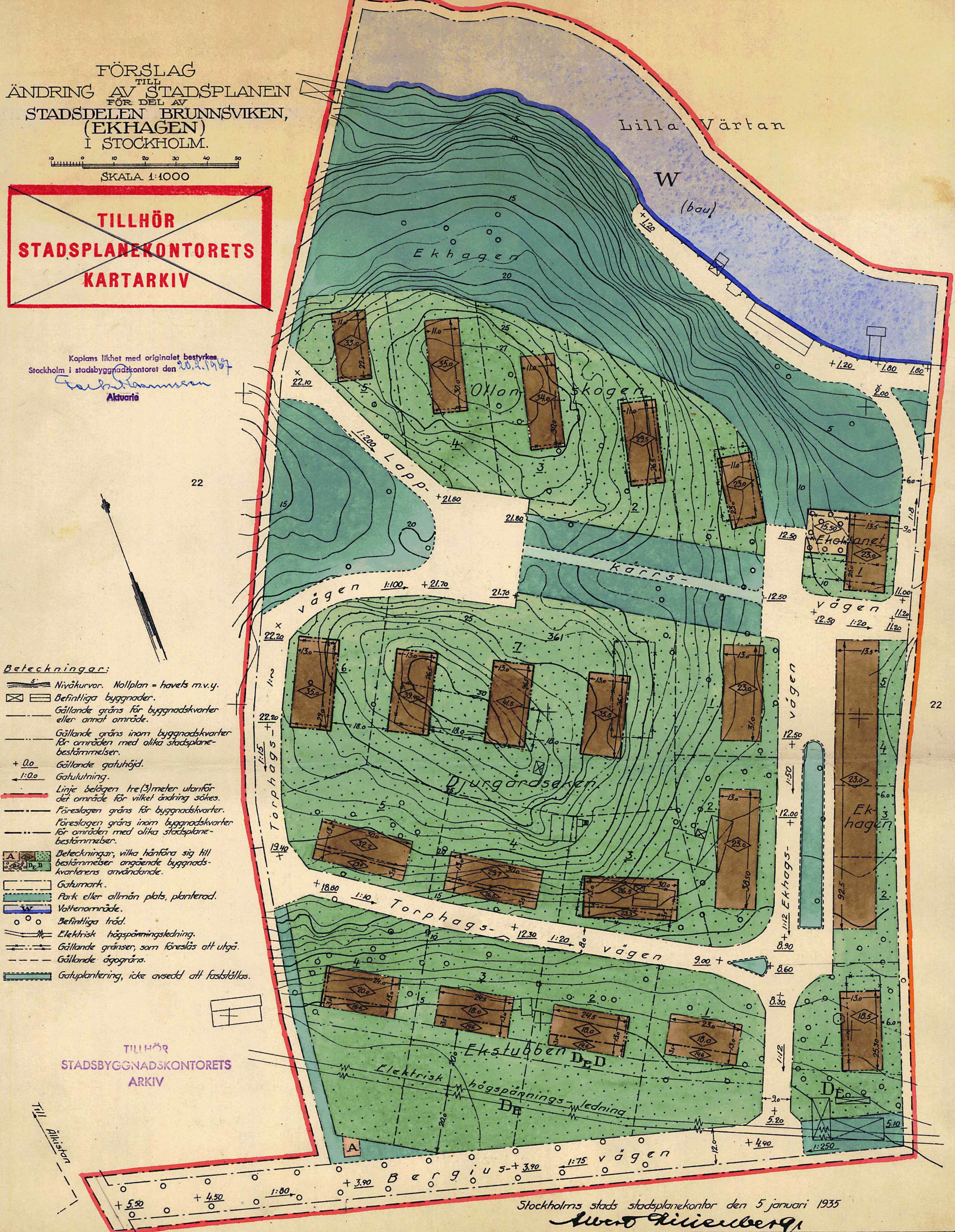
Stadsplan Pl 1576 från 1935.

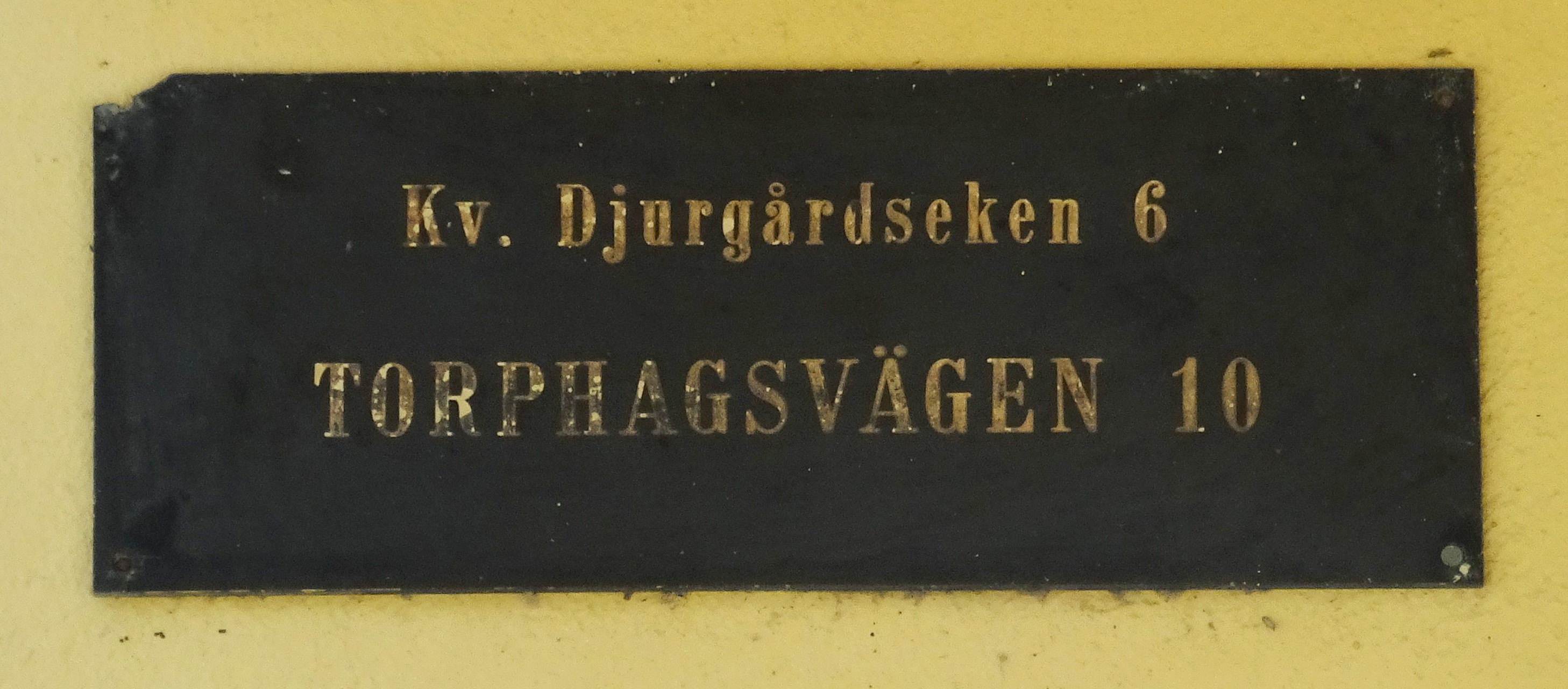
Kvarteret Djurgårdseken 6.

År 1928 började den dåvarande ägaren till området, direktör G. Kjellberg, planera ett bostadsområde i Ekhagen. Stockholms stad var emot, man ville inte ha bebyggelse i den vackra naturen, men efter sega förhandlingar kunde man börja bygga 1935. Arkitekt Björn Hedvall upprättade stadsplanen och ritade också en del av husen. De tjugofyra bostadshusen uppfördes under perioden 1935-1937 och gestaltades i den då för Sverige helt nya och moderna funktionalismen. Husen uppfördes av privata byggherrar och ett tiotal arkitekter medverkade i projekteringen av de olika byggnaderna. Bland dessa kan nämnas Björn Hedvall, Thure Bergentz, Edvard Bernhard, Wolter Gahn, Adrian Langendal och Sten Lindegren. Områdets fem kvarter fick namn med anknytning till ekar: Ollonskogen, Djurgårdseken, Ekstubben, Ekollonet och Ekhagen. 
Till skillnad från ett par samtida byggnadsprojekt, Traneberg och Hammarbyhöjden, planerades Ekhagen med något större lägenheter som en stadsdel för tjänstemän. Till de nya idéerna hörde också att köksarbetet skulle rationaliseras. Köken byggdes därför små och många anses idag vara opraktiska. Men de hade kylskåp vilket inte var så vanligt på den tiden. Många av lägenheterna hade jungfrukammare. Det var fortfarande självklart att ha jungfru i medel- och överklassen. Idag är det förvånande att man byggde tvårummare på 57 m² med ett litet krypin innanför köket för jungfrun. Det fanns till och med ringledning och en siffertavla i köket så att jungfrun kunde se från vilket av de två rummen som herrskapet ringde.
Sedan mitten av 1990-talet är Ekhagen klassificerat som “kulturhistoriskt värdefullt“ och byggnaderna har “stort kulturhistoriskt värde“. Det innebär bland annat att Stadsmuseet måste få alla ändringar på remiss och att man är mycket återhållsam med tillstånd till både utvändiga och invändiga förändringar av husen.

### Människor som bott i Ekhagen
Ekhagens och dess nära omgivningars historia har beskrivits ingående i boken "Frescati: människorna, husen och allt som hände" av Anders Hedin. Kända svenskar som har bott i Ekhagen är skådespelaren Gösta Ekman d.ä. samt Nobelpristagarna Hannes Alfvén och Kai Siegbahn.

## Bilder, byggnader i urval

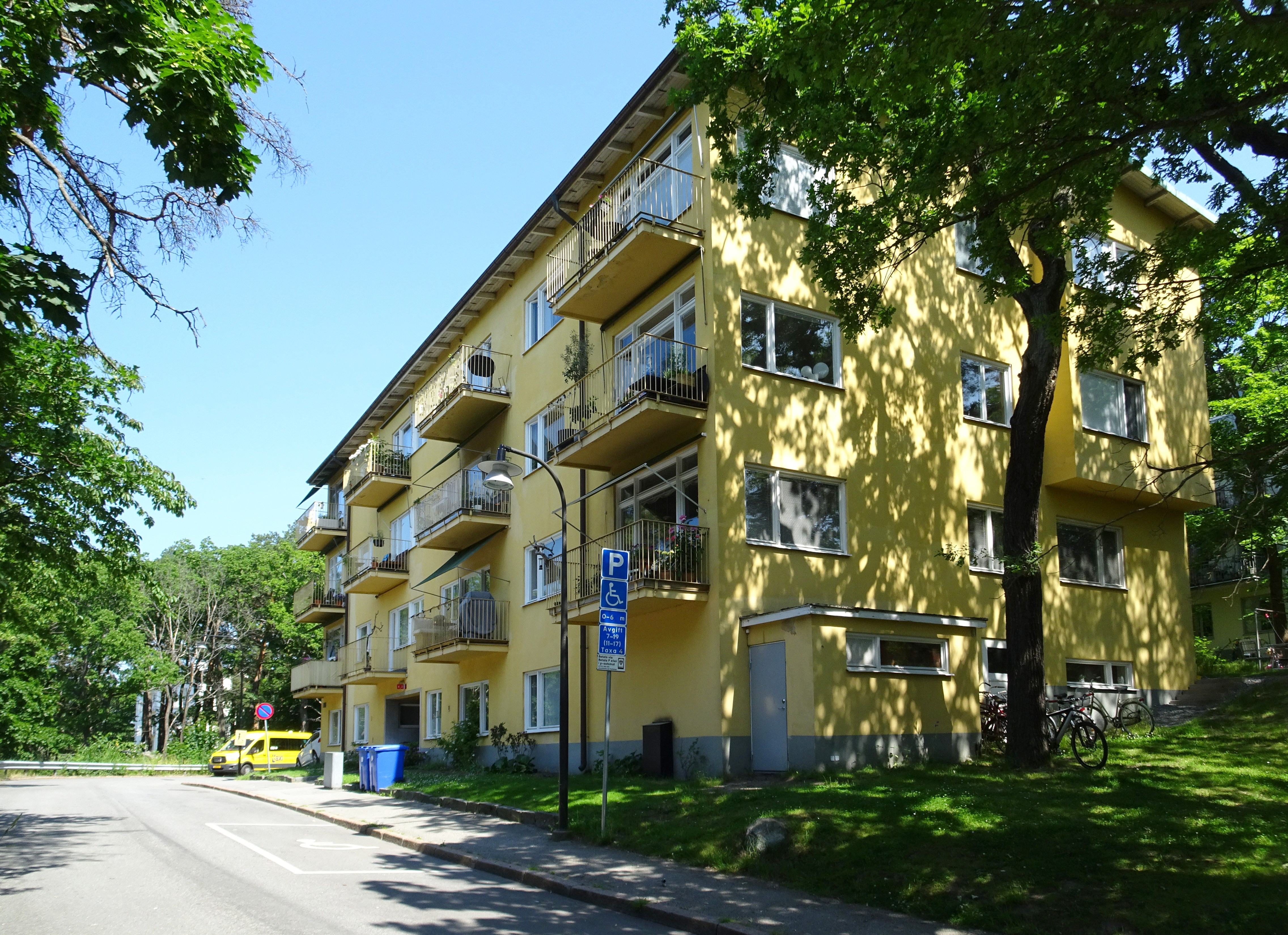
Torphagsvägen 10, arkitekt Björn Hedvall
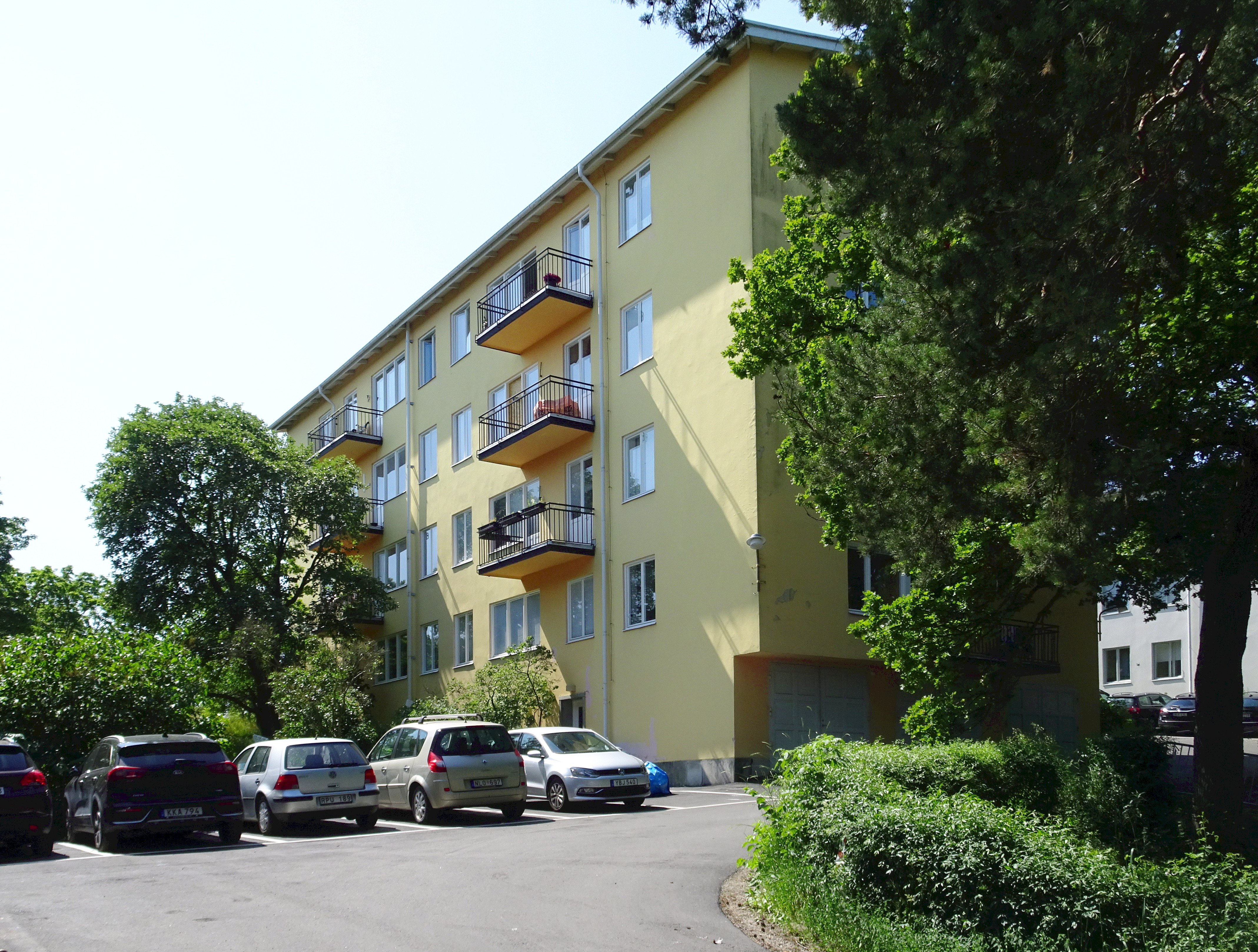
Torphagsvägen 14, arkitekt Edvard Bernhard
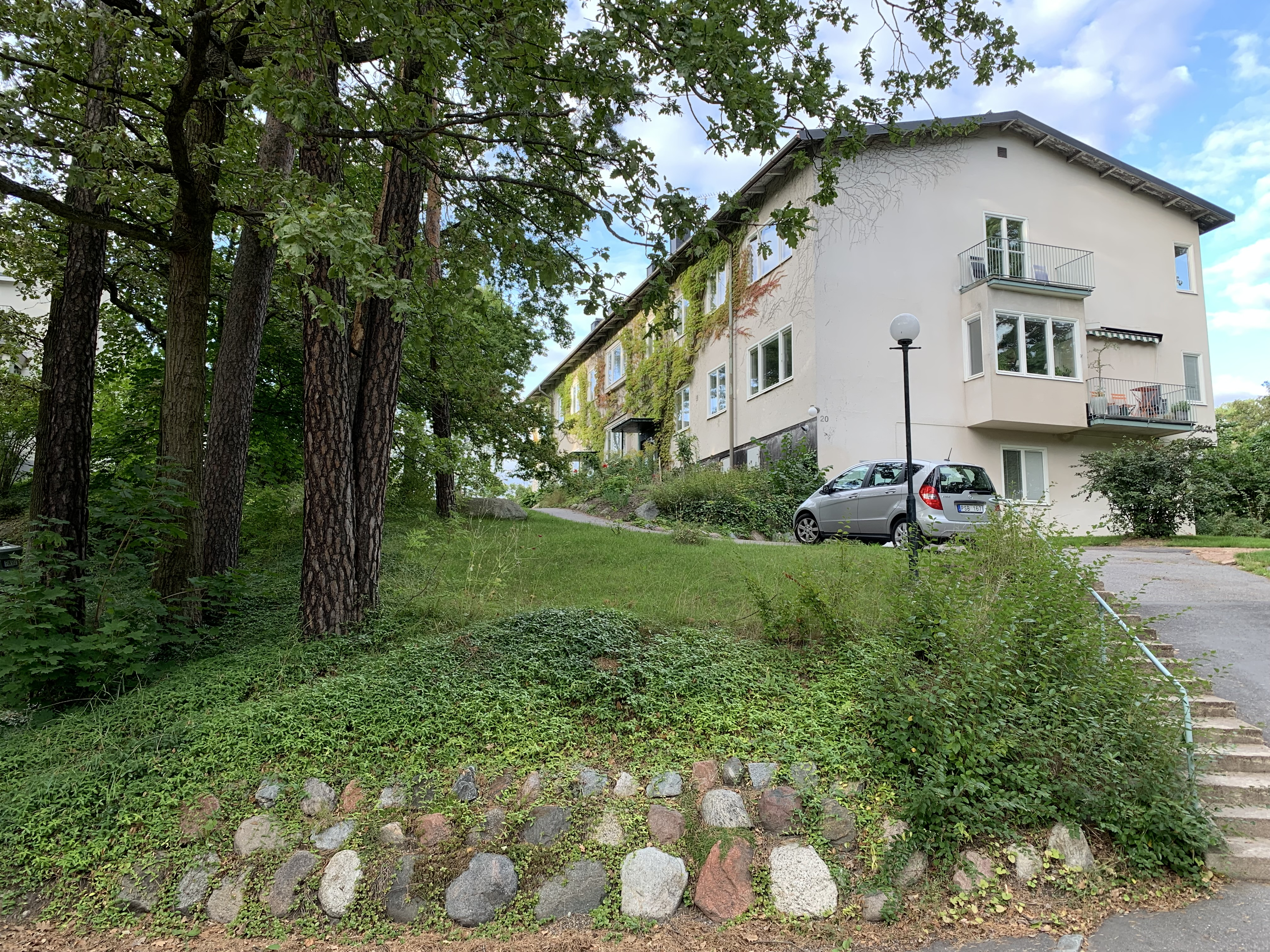
Torphagsvägen 20, arkitekter Adrian Langendal & Pehr Danielsson
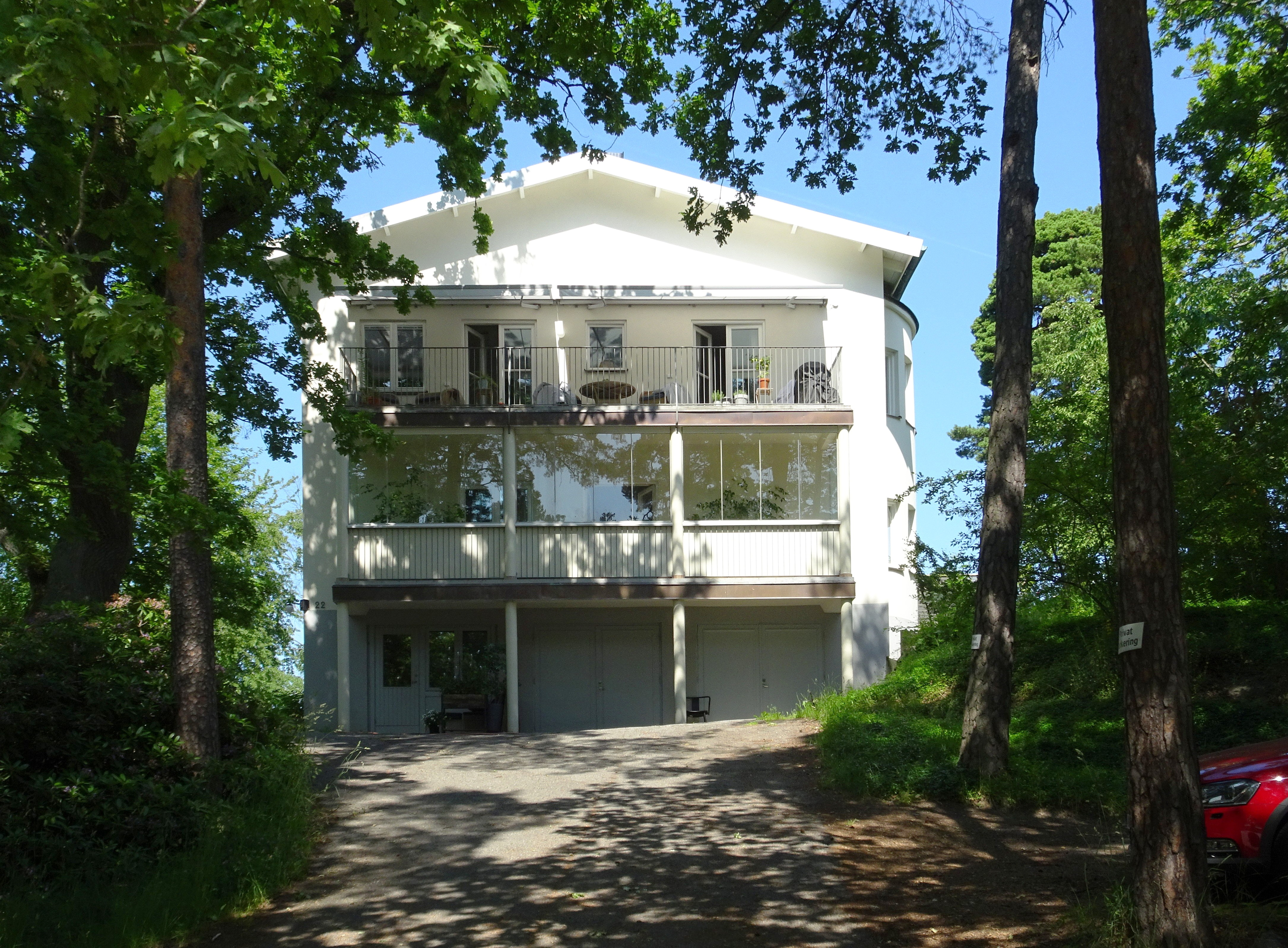
Torphagsvägen 22, arkitekt Thure Bergentz
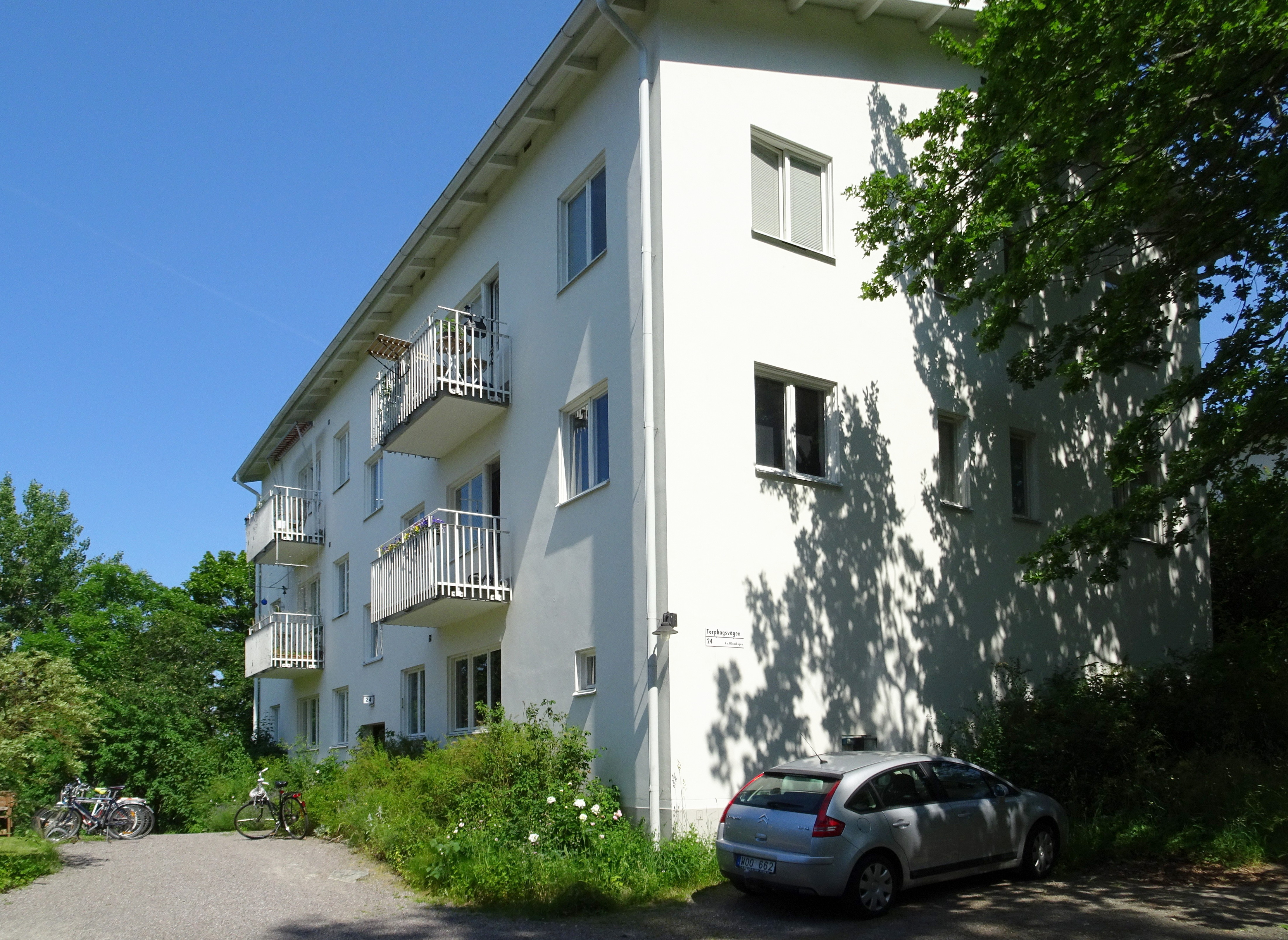
Torphagsvägen 24, arkitekt Thure Bergentz

### Webbkällor
- (PDF) Torphagen, en del av nationalstadsparken. Catrine Arvidsson. https://www.sfv.se/globalassets/kulturvarden-artiklar/2003_04/s03-torphagen_en_del_av_nationalstadsparken.pdf. Läst 20 maj 2013